# Omicron Geminorum
Désignations
Omicron Geminorum (ο Geminorum / ο Gem), formellement nommée Jishui, est une étoile géante de la constellation zodiacale des Gémeaux. D'une magnitude apparente de 4,90, elle est visible à l'œil nu. L'étoile présente une parallaxe annuelle de 19,33 mas mesurée par le satellite Gaia, ce qui permet d'en déduire qu'elle est distante de ∼ 169 a.l. (∼ 51,8 pc) de la Terre. Elle s'éloigne du système solaire à une vitesse radiale héliocentrique de +7 km/s.

## Nomenclature
ο Geminorum, latinisé Omicron Geminorum, est la désignation de Bayer de l'étoile. Elle porte également la désignation de Flamsteed de 71 Geminorum.
En astronomie chinoise, l'étoile porte le nom traditionnel de Jishui, issu de l'astérisme qu'elle constitue à elle seule. Le 30 juin 2017, le Groupe de travail de l'Union astronomique internationale sur les noms d'étoiles a officialisé le nom de Jishui pour désigner l'étoile et elle figure désormais dans la liste des noms d'étoiles officiellement reconnus par l'UAI.

## Propriétés
Omicron Geminorum est une étoile géante jaune-blanc de type spectral F3 III, qui est âgée d'environ un milliard d'années. Son rayon est 3,67 fois plus grand que celui du Soleil. Elle est 24 fois plus lumineuse que le Soleil et sa température de surface est de 6 309 K. Elle tourne sur elle-même à une vitesse de rotation projetée de 91 km/s.
Omicron Geminorum est une étoile solitaire, qui ne possède pas de compagnon connu qui lui serait associée.